# 云南鹅掌柴
云南鹅掌柴（学名：Schefflera yunnanensis）为五加科鹅掌柴属的植物。分布在中国大陆的云南等地，生长于海拔1,300米的地区，一般生长在沟谷湿地，目前尚未由人工引种栽培。
其种加词 yunnanensis 意为“云南的”。